# Líneas ley

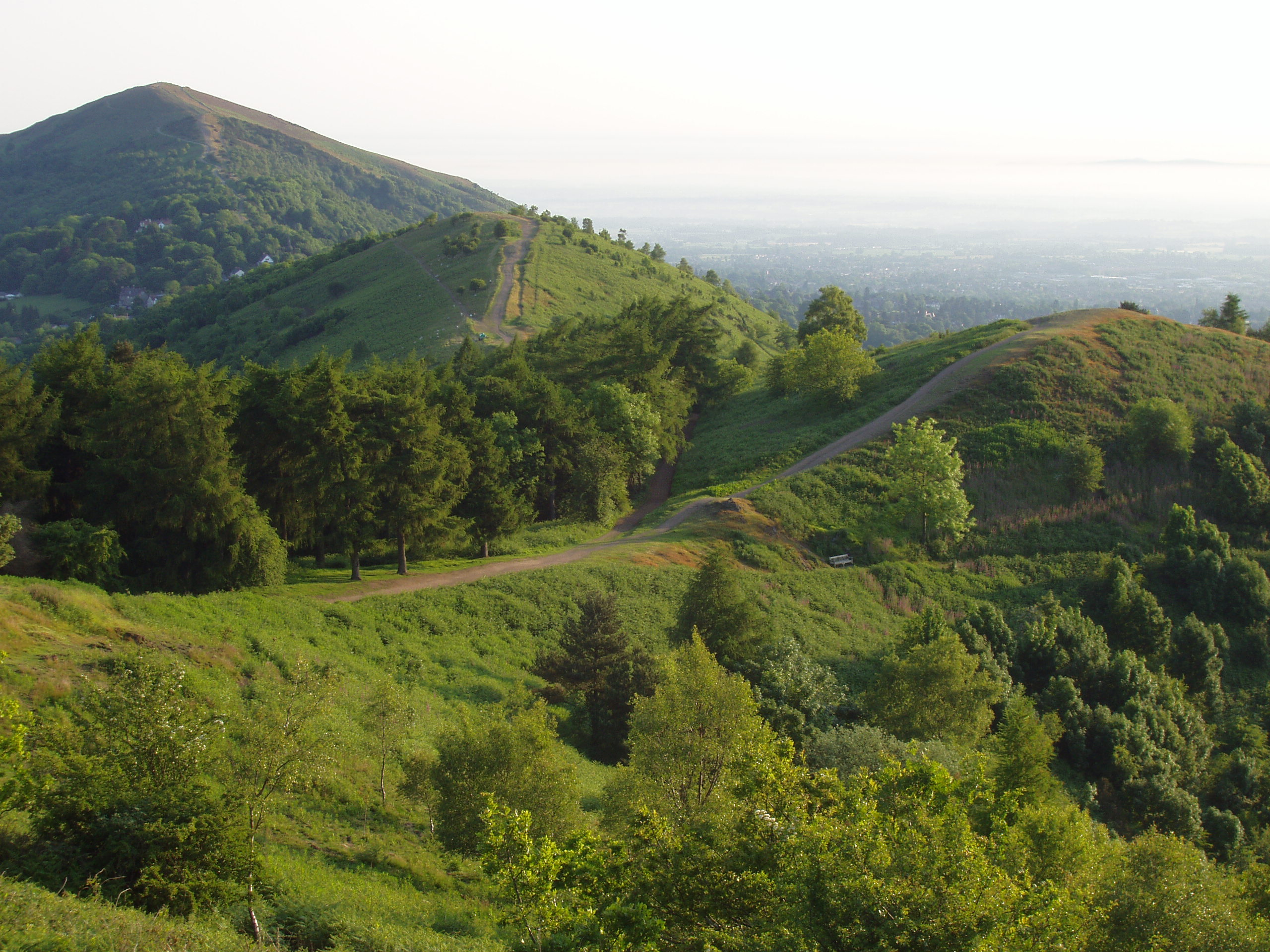
Según Alfred Watkins, las Colinas de Malvern en el Reino Unido tienen una línea ley que pasa a lo largo de su cresta.

Las líneas ley son alineaciones de distintos lugares de interés geográfico e histórico como, por ejemplo, los antiguos monumentos y megalitos, partes altas del terreno natural y vados. El término fue acuñado en 1921 por el arqueólogo aficionado Alfred Watkins, en sus libros Early British Trackways y The Old Straight Track, quien trató de identificar rastros antiguos en el paisaje británico. Posteriormente ha desarrollado teorías acerca de que estas alineaciones se crearon para facilitar la caminata por tierra a través de navegación por líneas de visión en tiempos neolíticos, y habían persistido en el paisaje durante milenios. Desde la década de 1960, los miembros de varias tradiciones esotéricas han creído comúnmente que dichas líneas ley demarcan "energías terrestres" y sirven de guía para las naves espaciales extraterrestres. Los arqueólogos y los científicos consideran que las líneas ley son un ejemplo de pseudoarqueología y pseudociencia.
En 1969, el escritor John Michell revivió el término líneas ley, y lo asoció con las teorías espirituales y místicas sobre las alineaciones de las formas del terreno, basándose en el concepto chino del feng shui. Él creía que en Gran Bretaña existía una red mística de líneas ley.
Desde la publicación del libro de Michell, la versión espiritualizada del concepto ha sido adoptada por otros autores y se aplicó a los paisajes de muchos lugares del mundo. Ambas versiones de la teoría han sido criticadas con el argumento de que la distribución aleatoria de puntos inevitablemente crea aparentes "alineamientos".

## Origen del concepto
Entre las teorías sobre el posible origen de estas supuestas fuentes o puntos focales (vortex points), se cuentan la arquitectónica y la de la geometría sagrada. Otros autores piensan que dichos puntos serían de origen natural y producidos por corrientes subterráneas o líneas espirituales de acceso y salida para toda clase de manifestaciones paranormales.
Hoy en día, el trazado y la cartografía de estas líneas son usados por diversas corrientes religiosas o de pensamiento pseudocientífico como la Nueva Era, la ufología, el esoterismo o el ocultismo.

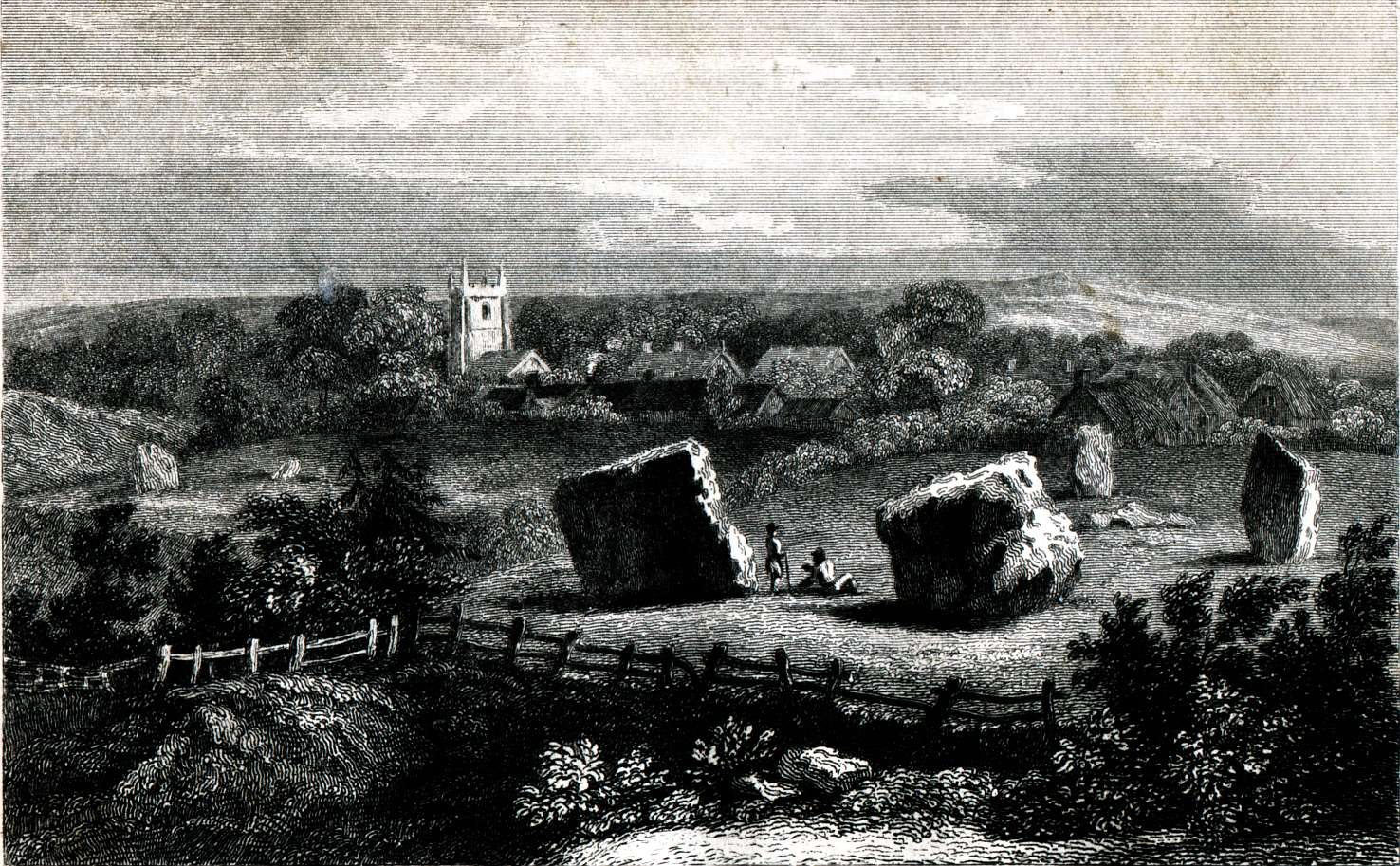
Templo druida en Avebury

La leyenda de estas líneas de poder empezaría en la Gran Bretaña; el folclore druídico llamaba a la energía de la tierra wyvern
Los druidas creían que esta energía se deslizaba como una serpiente a través del suelo como las corrientes telúricas. Quienes estudian la religión druídica creen que estas líneas telúricas son vías espirituales que recubren todo el planeta.
Creían también que estas energías nacían del tránsito acuífero de los subsuelos o de las grietas de terrenos que entran en fricción, al igual que de los magmas subterráneos del planeta. Así pues, en la creencia druida, estas energías serían la manifestación misma de la vida sobre la Tierra y el origen de su fertilidad.
Algunos de sus lugares sagrados son Glastonbury o la catedral de Chartres, erigida sobre un antiguo bosque sagrado de los celtas galos (el bosque de los carnutes).[cita requerida]
De igual modo, creían que esas energías cruzaban los cielos y el interior de la Tierra, a modo de cauces energéticos que, en ciertos parajes concretos, daban una condición específicamente benéfica a la acción de las corrientes telúricas del subsuelo, y creaban allí un lugar privilegiado, que los druidas marcaban mediante menhires o dólmenes. Posteriormente, estos lugares se convertirán en centros rituales y ceremoniales, donde para acrecentar o favorecer esas manifestaciones energéticas, se cultivaba, con danzas e invocaciones. Así, la creencia era que estos lugares estaban favorecidos por la Naturaleza y las aguas subterráneas, simbolizadas por Dana, diosa primigenia, otorgadora de la vida, y la Serpiente Cósmica, quien sacaba de sí el Huevo Cósmico (balain, balaun), repleto de nueva vida y energía.
Así pues, los druidas se consideraban Hijos de la Serpiente Cósmica (Naddred, Adder) y, según sus creencias, se dirigían a estas zonas de poder para recibir los beneficios físicos y espirituales en estos espacios. Era ahí donde los celtas rendían culto a la Diosa-Tierra y demás entidades divinas que albergan las fuentes, lagos, ríos o manantiales.[cita requerida]

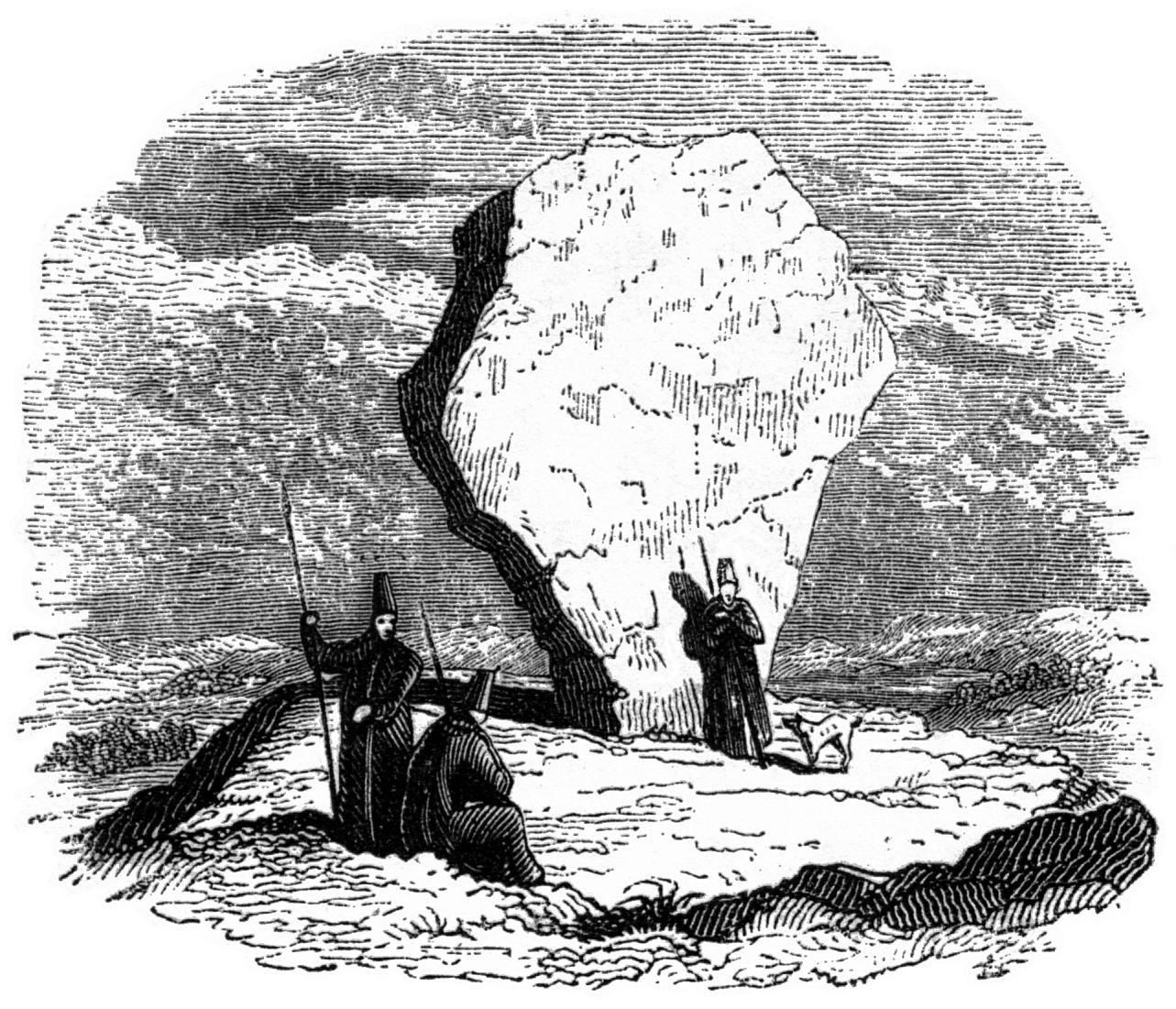
Piedra ceremonial druida, enterrada en un punto de poder o lugar sagrado.

Alfred Watkins, nacido en Gales y gerente jubilado de una cervecería, anticuario, fotógrafo, arqueólogo aficionado y explorador de lugares antiguos, aseguró después de visitar y fotografiar varios lugares en la Gran Bretaña, que estos lugares estaban alineados en sincronía, por todo el Reino Unido. La primera línea es la que lleva su nombre, en el condado de Herefordshire. En 1922, publicó el libro Early British Trackways, y amplió sus teorías en su otro libro, The Old Straight Track (1925).
Otros europeos y de otros continentes, como John Muir, Henry David Thoreau y William Stukeley, desarrollarían la noción de tales líneas: uno de ellos fue John Michell, quien identificó 22 alineamientos, pero Watkins sería quien las llamaría líneas ley.[cita requerida]
La mayor parte de su vida profesional se la pasó viajando por toda Gran Bretaña, lo que le llevaría a prestar atención a ciertas alineaciones entre los antiguos centros religiosos paganos tales como túmulos, círculos de piedras y monolitos (e incluso algunas iglesias cristianas primitivas, que solían estar construidas sobre restos de santuarios paganos más antiguos). Watkins acuñó el término líneas ley (ley lines), a partir del hecho de que los lugares donde estas líneas se cruzaban o terminaban tenían a menudo nombres que acababan en -ley, -ly o -leigh, (que, en anglosajón antiguo, significa "prado", "tierra limpia" o "despejada". Afirmaba que estas líneas eran antiguas vías comerciales y procesionales paganas, que conectaban los antiguos lugares de adoración.
Estas teorías de Watkins fueron rechazadas por la arqueología oficial como divagaciones de un fantasioso, argumentando que los antiguos pueblos de la Tierra no poseían la motivación o sofisticación (conocimientos) para alinear tales lugares, y la apariencia de linealidad solo se debía a la casualidad, pero las líneas ley pronto ganaron popularidad, y muchas personas de diferentes creencias, como los ocultistas y místicos sugirieron que podría tratarse de líneas de poder por las que un adepto podría controlar las fuerzas místicas de la propia Tierra.
Esto le pareció a Watkins de mal gusto, pues su idea no era mistificar su descubrimiento, sino demostrar que los antiguos edificadores poseían un vasto conocimiento en la construcción de vías y astronomía. Además, él no creía en tales cosas, aunque más tarde, debido a la popularidad de las líneas, expresó:

"Me siento como un hombre común, sacerdote astrónomo, druida, brujo, ermitaño y quien lee la mano, quienes más o menos estuvieron unidos a tal conocimiento antiguo y de poder, aunque degenerándose llegó a su ocaso."
Alfred Watkins

Después de 20 años de mapeo, en 1940 los entusiastas de estas líneas formaron una asociación internacional llamada The Old Straight Track Club (El Club de los Antiguos Senderos Rectos). Así comenzaron nuevas ideas que fueron dejando atrás la idea de Watkins de líneas cuyo objetivo era simple, y comenzó una nueva etapa en el terreno espiritual. Entre las nuevas teorías que fueron surgiendo, se encontraba la de que estas líneas visibles trazaban los canales naturales telúricos de la Tierra y el mundo espiritual. Entre las técnicas usadas para su localización estaban la radiestesia o el psiquismo.
Después de la Segunda Guerra Mundial, este movimiento perdió interés y no volvió a surgir sino hasta 1969. En 1977, Paul Devereux formó la Dragon Project Trust (DPT), con el objetivo de estudiar los megalitos y los centros de poder. Entre los interesados por este fenómeno se encuentran Ernst Hartmann, y Nigel Pennick, del Institute of Geomantic Research, en Cambridge, Inglaterra.

## Crítica

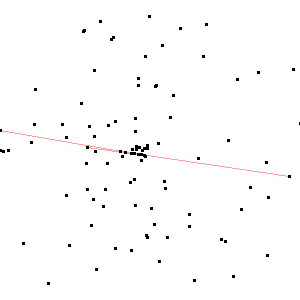
Alineaciones de líneas ley de ocho puntos de pizzerías en Londres

Las líneas Ley han sido caracterizadas como una forma de pseudociencia. En The Skeptic's Dictionary, el filósofo y escéptico estadounidense Robert Todd Carroll señaló que ninguna de las afirmaciones sobre las fuerzas magnéticas que sustentan las supuestas líneas ley ha sido verificada científicamente.
Williamson y Bellamy caracterizaron las líneas de ley como "una de las mayores pistas falsas en la historia del pensamiento popular". Una de las críticas a la teoría de las líneas ley de Watkins afirma que, dada la gran densidad de yacimientos históricos y prehistóricos en Gran Bretaña y otras partes de Europa, encontrar líneas rectas que "conecten" los yacimientos es trivial y atribuible a la coincidencia. Johnson afirmó que "las líneas ley no existen". Citó el trabajo de Williamson y Bellamy para demostrarlo, señalando que su investigación mostraba cómo "la densidad de yacimientos arqueológicos en el paisaje británico es tan grande que una línea trazada a través de prácticamente cualquier lugar "cortará" una serie de yacimientos".
Un estudio realizado por David George Kendall utilizó las técnicas de análisis de formas para examinar los triángulos formados por las piedras en pie y deducir si éstas solían estar dispuestas en líneas rectas. La forma de un triángulo puede representarse como un punto de la esfera, y la distribución de todas las formas puede considerarse como una distribución sobre la esfera. La distribución de la muestra de las piedras en pie se comparó con la distribución teórica para demostrar que la aparición de líneas rectas no era más que la media.
El arqueólogo Richard Atkinson lo demostró en una ocasión tomando las posiciones de las cabinas telefónicas y señalando la existencia de "líneas de cabinas telefónicas". Esto, argumentó, demostró que la mera existencia de tales líneas en un conjunto de puntos no prueba que las líneas sean artefactos deliberados, especialmente porque se sabe que las cabinas telefónicas no fueron colocadas de tal manera o con tal intención.
En 2004, John Bruno Hare escribió:

Watkins nunca atribuyó ningún significado sobrenatural a los leys; creía que eran simplemente caminos que se habían utilizado con fines comerciales o ceremoniales, de origen muy antiguo, que posiblemente se remontaban al Neolítico, ciertamente prerromano. Su obsesión por los leys era una consecuencia natural de su interés por la fotografía de paisajes y su amor por la campiña británica. Era una persona intensamente racional con un intelecto activo, y creo que estaría un poco decepcionado con algunos de los aspectos marginales de las líneas de ley hoy en día.
John Bruno Hare, Early British Trackways Index

## En la cultura popular
- Dentro de los Mitos de Cthulhu se cree que estas líneas son el equivalente a la energía Qi. En una ambientación de estos Mitos, otras de las hipótesis son que estas líneas ley tuvieron su origen en alguna tecnología arcana prehumana, como la de los Antiguos o la Raza de Yith (a pesar de tratarse de razas alienígenas ficticias inventadas por H.P. Lovecraft para sus Mitos de Cthulhu), y los lugares situados en ellas podrían ocultar restos de construcciones aún más antiguas.[16]
- En el juego MMORPG Guild Wars 2: Heart of Thorns, se mencionan las líneas de ley, refiriéndose a puntos específicos con una increíble concentración de energías mágicas capaces de despertar y alimentar a los dragones ancianos.[17]
- En el juego de estrategia Clash of Clans se menciona que la aldea está situada por debajo de una línea ley, por esta razón los Recolectores de elixir pueden extraer este recurso.[18]
- En la serie de televisión "The Librarians" los personajes usan las líneas Ley para viajar alrededor del mundo de un punto a otro así como explicación del flujo de la magia.[cita requerida]
- En la saga La profecía del cuervo las líneas ley tienen un peso importante en la trama.
- En la película Cazafantasmas (película de 2016), se refieren a estas líneas como puntos donde se concentra la energía paranormal, teniendo un peso importante en la trama.
- en el videojuego gaccha chino genshin impact, las líneas de ley se refieren a una red  a las conexiones de energía elemental y recuerdos que aparecen en todo el continente de  teyvat, y el abysmo. pueden formarse en Flores ley en los Brotes de líneas ley, y el jugador las consume para obtener materiales de mejora para cada personaje[19]
- en el  MMORPG Word OF  Warcraft  Legion, las líneas ley se refieren a  Grandes líneas de energía, que atraviesan las tierras de Azeroth. Estas líneas de magia se han aprovechado para poderosos hechizos mágicos, desde la creación de las Pozas de la Luna hasta, los hechizos de portales lanzados por los magos. Las líneas Ley existen en todo Azeroth, y son fuentes de magia profunda y natural.